# Кировское сельское поселение (Тюменская область)
Кировское се́льское поселе́ние — муниципальное образование в Исетском районе Тюменской области Российской Федерации.
Административный центр — посёлок Кировский.

## История
Статус и границы сельского поселения установлены Законом Тюменской области от 5 ноября 2004 года № 263 «Об установлении границ муниципальных образований Тюменской области и наделении их статусом муниципального района, городского округа и сельского поселения».

## Население
| 2010  | 2011  | 2012  | 2013  | 2014  | 2015  | 2016  |
| ----- | ----- | ----- | ----- | ----- | ----- | ----- |
| 1099  | →1099 | ↘1053 | ↘1046 | ↗1054 | ↗1055 | ↘1029 |
| 2017  | 2018  | 2019  | 2020  | 2021  |       |       |
| ↘1001 | ↘969  | ↘929  | ↘895  | ↗975  |       |       |

## Состав сельского поселения
| № | Населённый пункт | Тип населённого пункта          | Население |
| - | ---------------- | ------------------------------- | --------- |
| 1 | Кировский        | посёлок, административный центр | ↗975      |